# Goanisse
Goanisse är en benämning på gårdstomte som varit vanlig i Danmark (da. nisse), Skåne, Halland och Blekinge samt i Norge. 
Goanissen var vanligtvis uppskattad som den som höll ordning på och skötte gården men kunde även anses som retlig och lättirriterad så det gällde att hålla sig god med honom. Goanisse är bland annat omnämnd i Selma Lagerlöfs Nils Holgerssons underbara resa genom Sverige.